# 守衛 (帝国議会)

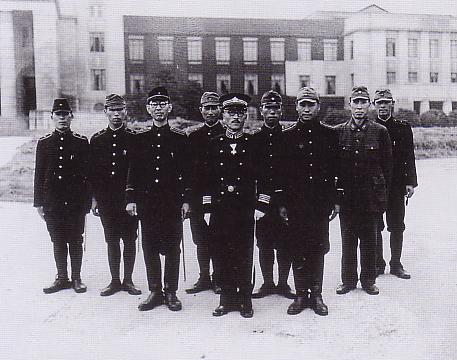
終戦後の帝国議会守衛。

守衛（しゅえい）は、日本の貴族院・衆議院に置かれていた院中の取締り又は警務を担当していた職員（本稿では、「守衛長・守衛番長・守衛副長」についても記述する。）。日本国憲法施行後は、衛視と改称された。

## 概要
守衛等は、守衛長（しゅえいちょう）、守衛番長（しゅえいばんちょう）又は守衛副長（しゅえいふくちょう）、守衛に区分されていた。また、守衛の中から守衛番長補（しゅえいばんちょうほ）又は守衛班長（しゅえいはんちょう）が選ばれていた。

## 守衛長・守衛番長・守衛副長
明治24年勅令第206号・第207号により、貴族院事務局官制及び衆議院事務局官制が改正され、貴族院事務局及び衆議院事務局に、守衛長各1人、守衛番長各3人が置かれた。当初はいずれも判任とされた。守衛は判任官待遇とされた。
守衛長は、守衛番長以下を部署し、院中の取締りに任ずるものとされた。守衛番長は、守衛長を助け、守衛を指揮し、守衛長に事故があるときはその職務を代理するものとされた。
大正5年の改正では、守衛長を奏任として、また、その職務も、上官の指揮監督を承けて、守衛副長以下を部署し、警務を掌るものとされた。また、守衛番長が守衛副長に改められた。
大正9年には、守衛副長の定員を、各院、それぞれ専任2人とされた。その後、衆議院守衛副長は昭和6年に専任4人に、昭和11年に専任6人に増員された。
昭和12年には、各院の、守衛長の定員は専任2人と、守衛副長の定員は貴族院が専任5人、衆議院が専任7人とされ、職務も、守衛長は、上官の指揮監督を承けて、警務を掌り、守衛副長及び守衛を指揮監督するものとされた、守衛副長は、上官の指揮監督を承けて、警務に従い、守衛を指揮監督するものとされた。

## 守衛の定員等
守衛の定員は、頻繁に変更された。大正3年4月1日以降は、議会開期中に限り、増員することも認められるようになった。
守衛の定員は各院35人であったが、明治43年に32人とされた。もっとも、大正3年4月1日からは、議会開期中に限り、各院13人を増置することが認められた。大正9年に、守衛の定員は、貴族院32人、衆議院38人とされ、議会開期中に限り、貴族院13人、衆議院15人を増置することが認められた。また、守衛副長の定員も、2人ずつとされた。大正10年には、議会開期中に限り、貴族院23人、衆議院25人を増置することが認められた。大正12年に、守衛の定員は、貴族院31人、衆議院35人とされ、議会開期中に限り、貴族院22人、衆議院20人を増置することが認められた。大正13年に、守衛の定員は、議会開期中に限り、貴族院52人、衆議院50人を増置することが認められた。同年の改正により、守衛の定員は、貴族院36人、衆議院40人とされ、議会開期中に限り、貴族院37人、衆議院35人を増置することが認められた。大正14年の改正により、守衛の定員は、貴族院専任40人、衆議院専任40人（衆議院は人数に変更はない。）とされ、議会開期中に限り、貴族院専任40人、衆議院専任60人を増置することが認められた。昭和6年には、守衛の定員は、貴族院専任40人、衆議院専任45人とされ、議会開期中に限り、貴族院専任45人、衆議院専任65人を増置することが認められた。昭和7年12月1日からは、守衛の定員は、貴族院専任48人、衆議院専任55人とされ、議会開期中に限り、貴族院専任53人、衆議院専任75人を増置することが認められた。昭和11年の改正により、守衛の定員は、貴族院専任68人、衆議院専任79人とされ、議会開期中に限り、貴族院専任83人、衆議院専任115人を増置することが認められた。昭和12年には、守衛の定員は、貴族院専任73人、衆議院専任97人とされ、議会開期中に限り、貴族院専任135人、衆議院専任143人を増置することが認められた。昭和15年には、貴族院に、臨時守衛専任30人を置くことが認められた。
守衛の懲罰は、巡査懲罰例によるものとされた。また、守衛の月俸は、明治30年は、1級15円で、級毎に1円ずつ減じてゆき、7級9円までであった。明治40年4月1日からは、月俸12円以上20円以下とされるなど、複数回の改訂が行われた。
大正5年には、守衛番長補を守衛班長に改めた。